# Флаг Железнодорожного (Московская область)
Флаг городского округа Железнодоро́жный является официальным символом бывшего городского округа Железнодорожный Московской области Российской Федерации.
Флаг был утверждён 20 марта 2002 года как флаг муниципального образования «Город Железнодорожный» (после муниципальной реформы 2006 года — городской округ Железнодорожный) и внесён в Государственный геральдический регистр Российской Федерации с присвоением регистрационного номера 940.
15 сентября 2010 года, решением Совета депутатов городского округа Железнодорожный № 07/79, было утверждено положение о флаге округа в новой редакции. Данным положением было решено считать флаг муниципального образования «Город Железнодорожный», утверждённый решением Совета депутатов города Железнодорожного от 20 марта 2002 года № 09/14, флагом городского округа Железнодорожный.
Законом Московской области от 30 декабря 2014 года № 208/2014-ОЗ городской округ Балашиха и городской округ Железнодорожный преобразованы путём объединения во вновь образованное муниципальное образование наделённое статусом городского округа — городской округ Балашиха.
Флаг муниципального образования «город Железнодорожный» Московской области составлен на основании герба города Железнодорожный по правилам и соответствующим традициям вексиллологии и отражает исторические, культурные, социально-экономические, национальные и иные местные традиции.
Дизайн флага разработан авторской группой в составе: А. Канищев (идея флага), Константин Мочёнов (геральдическая доработка), Роберт Маланичев (художник), Галина Туник (обоснование символики), Сергей Исаев (компьютерный дизайн).

## Описание
Описание флага утверждённое решением Совета депутатов города Железнодорожного от 20 марта 2002 года № 09/14:

Флаг муниципального образования «Город Железнодорожный» представляет собой синее полотнище с соотношением сторон 2/3, с красной полосой вдоль нижнего края, составляющей 1/3 полотнища, несущее в центре изображения фигур герба муниципального образования «Город Железнодорожный».

Описание флага утверждённое решением Совета депутатов городского округа Железнодорожный от 15 сентября 2010 года № 07/79:

Прямоугольное двухстороннее синее полотнище с отношением ширины к длине 2:3, с красной полосой вдоль нижнего края, составляющей 1/3 полотнища, несущее в центре изображения фигур герба городского округа Железнодорожный.

## Обоснование символики
За основу флага муниципального образования «Город Железнодорожный» взята история его названия, связанная со строительством в 1862 году железной дороги близ дачного посёлка Обираловка (Сергеевка) — ныне город Железнодорожный, что и показано во флаге белым остриём с двумя чёрными клиньями (внутренняя кайма), аллегорически отображающими железную дорогу, делая тем самым флаг «полугласным».
Остриё (пирамида) — символ знания, стремления к совершенству.
Чёрный цвет символизирует благоразумие, мудрость и вечность.
Восходящее солнце, к которому устремлено остриё, аллегорически указывает на природно-географическое расположение города Железнодорожный — на востоке Московской области.
Солнце — символ возрождения, жизни, силы, стойкости.
Жёлтый цвет (золото) в геральдике символизирует богатство, справедливость, уважение, великодушие.
Дуга с колокольчиком аллегорически показывает на старинный торговый путь из Москвы в Нижний Новгород.
Белый цвет (серебро) в геральдике символизирует чистоту, веру и благородство.
Синий цвет в геральдике символизирует возвышенные устремления, мышление, искренность и добродетель.
Красный цвет в геральдике символизирует труд, жизнеутверждающую силу, мужество, праздник, красоту.